# دومنیکو فونتانا (بازیکن فوتبال)
دومنیکو فونتانا (انگلیسی: Domenico Fontana؛ زادهٔ ۱۶ ژانویهٔ ۱۹۴۳) بازیکن فوتبال اهل ایتالیا است.
از باشگاه‌هایی که در آن بازی کرده‌است می‌توان به باشگاه فوتبال آ.ث. میلان، باشگاه فوتبال ویچنزا، و باشگاه فوتبال ناپولی اشاره کرد.